# ناحیه ترینکومالی
ناحیه ترینکومالی (به لاتین: Trincomalee District) یک ناحیه در سری‌لانکا است که در استان شرقی (سری‌لانکا) واقع شده‌است.

## خصوصیات
ناحیه ترینکومالی ۲٬۷۲۷ کیلومترمربع مساحت و ۳۷۸٬۱۸۲ نفر جمعیت دارد.